# الحركة الوطنية التونسية
الحركة الوطنية التونسية تشير في مجملها للحركة الاجتماعية والسياسية التي ظهرت في بداية القرن العشرين، والتي قادت حملة النضال ضد الحماية الفرنسية في تونس للحصول في النهاية على الاستقلال في 20 مارس 1956.

التجمع الذي يجمع العديد من الطبقة الغنية والمثقفة التقليدية (محامون وأطباء وصحفيون) والذي فكره مستوحى من فكر تركيا الفتاة ومن التجارب الإصلاحية في تونس في النصف الثاني من القرن التاسع عشر، بدأ شيئا فشيئا يترك مكانه لتنظيم سياسي مهيكل من حسن إلى أحسن من قبل نخب جديدة تكونت في فرنسا وقادرة على حشد أنصارها لمواجهة السلطات الفرنسية إذا دعت الحاجة إلى ذلك، وذلك لدعم مطالبهم لدى الحكومة الفرنسية. الإستراتيجية التي تبنتها الحركة الوطنية تتناوب بين التفاوض والكفاح المسلح، على ضوح الأحداث التي مست حوض البحر الأبيض المتوسط في النصف الأول من القرن العشرين. الدعم المقدم للحركة السياسية من قبل النقابات العمالية القوية والحركات النسوية يندرج في سياق إحياء الثقافة التونسية، فكريا أو موسيقيا، ويسهم في تأكيد الهوية الوطنية، والتي سيتم تعزيزها بالنظم السياسية والتعليمية بعد الاستقلال.

وهكذا كانت الحركة الوطنية تجمع مجموعة متنوعة ولكنها موحدة، لأنه كان واقع القوى الاجتماعية الصاعدة منذ عام 1930: الطبقة المتوسطة العاملة في الاقتصاد الرأسمالي، النخب الجديدة "المستغربة"، والطبقة العاملة المنظمة والتي هي بالتالي حساسة للمطالب الاجتماعية.

## حركات سياسية في تحول

### تأسيس الحزب الدستوري
تأسس الحزب الحر الدستوري على يد الشيخ عبد العزيز الثعالبي في مارس 1920 إثر ارساله لرسالة من باريس .واستجابة لدعوته عقد الوطنيون عدة اجتماعات وبالخصوص لااجتماع المنعقد بتونس  
يوم 14 مارس 1920 والاجتماع المنعقد بالمرسى يوم 3 جوان 1920 وقد اتفقوا على القرارات التالية 
- اعلان تأسيس الحزب الحر الدستوري
- توجيه وفد دستوري الى باريس برئاسة الاستاذ احمد الصافي لتقديم المطالب الوطنية الى الحكومة الفرنسيةوقد تحول هذا الوفد الى العاصمة الفرنسية يوم 6 جوان 1920
- تشكيل وفد يضم 40 شخصية تونسية برئاسة الشيخ الصادق النيفر المدرس بجامع الزيتونة لمقابلة الناصر باي يوم ثاني عيد الفطر (18 جوان 1920 ) بقصره بالمرسى وابلاغه العرائض المتضمنة لمطالب الحزب

- الموافقة على المطالب الثمانية التي ستقدم الى الباي والحكومة الفرنسية

وقد تمثل رد فعل الحكومة الفرنسية في القاء القبض على الشيخ عبدالعزيز الثعالبي في باريس ونقله يوم 28 جويلية 1920 الى تونس حيث اعتقل في السجن العسكري بتهمة التآمر على امن الدولة ولم يفرج عنه الا يوم 1 ماي 1921 بعد ان ختم القاضي التحقيق البحث الجاري حول قضيته بعدم سماع الدعوة